# Інтернет-педагогіка
Інтернет-педагогіка є складником медіапедагогіки (медіаосвіти, медіадидактики), розробляє і досліджує проблематику освітньої діяльності через Інтернет і в Інтернеті, зокрема, Web 2.0. Технології залучення інтернет-джерел узагальнює інтернет-дидактика.

## Завдання Інтернет-освіти
Інтернет-освіта займається концепціями та процедурами для безпечного, здорового, кваліфікованого та відповідального використання Інтернету, а також педагогічної та дидактичної діяльності в Інтернеті. До них належать: Розвиток медіаграмотності та безпечного поводження з інформаційними пропозиціями в Інтернеті
Особисте, освітнє та професійне використання Інтернет-послуг (наприклад, дослідження в базах даних, конфіденційність інформації, наукова робота в Інтернеті тощо)
Робота з даними та безпекою в Інтернеті та її небезпеками, такими як загроза приватності, відсутність захисту даних, кібер-залякування, шкідливі для неповнолітніх та незаконний контент та інтернет- шахрайство та кіберзлочинність
Правові аспекти права на Інтернет, медіа-право та загальне право (наприклад, авторське право)
соціальна поведінка в інтернет-форумах, чатах, соціальних мережах, службах миттєвих повідомлень та інших спільнотах
Залежність та потенціал залежностей (див. Також залежність від Інтернету)
Робота з критичним змістом, таким як насильство, дискримінація, мова ненависті або сексуальність
надання навичок інформаційних технологій (наприклад, функціонування вебсайтів, програмного забезпечення та мереж)
Електронне навчання та змішане навчання (наприклад, використовуючи вікі, мультимедіа, системи управління знаннями, вебколеджі, масові відкриті онлайн-курси, віртуальні класи та віртуальні університети, м-навчання, сценарії співпраці та різні навчальні платформи)
Онлайн-дидактика (наприклад, навчання через вебвідео, уроки, отримані за допомогою вікі, тощо)

## Виклики дії в Web 2.0
Оскільки кожен може активно брати участь у Web 2.0, який все частіше використовується як простір для гри та розвитку, а також для повсякденного життя, а також професійно та у школі, а контент, створений користувачем, завжди відіграє важливу роль, люди повинні діяти в Web 2.0 з трьома центральний рівень дії та завдання розвитку. Це:
Управління ідентифікацією : Цей пункт посилається на автопортрет людини в Інтернеті і те, як вони описують, наприклад, досвід або досвід. Прикладами є презентація у вебвідео або дизайн сторінки профілю 'n. Для цього потрібно самознищення. Тому людині слід усвідомити власні переживання, побажання та ідеї, а також усвідомлювати власний образ і самовираження .
Управління відносинами: Догляд береться за збереження існуючих або розвиток нових відносин. Це може бути зроблено, наприклад, шляхом спілкування, коментування, зв'язування або явних повідомлень і підтверджень. Для успішного освоєння цього завдання необхідний соціальний конфлікт. Це вимагає активного формування і підтримки дружби, контактів і відносин.
Управління інформацією: Люди повинні вміти фільтрувати, вибирати та категоризувати інформацію в значній мірі, щоб оцінити її змістовно. До них належать, наприклад, дослідження з он-лайн енциклопедією, як-от Вікіпедія або теґування та оцінка фотографій або відео. Для вирішення цього завдання необхідна суттєва суперечка. Це полягає у формуванні та підтримці представництв та презентацій, а також організації та відображення знань та досвіду.

## Проблематика
Батькам і педагогам часто не вистачає знань і досвіду, щоб адекватно виховувати та інформувати підлітків про те, що роблять в Інтернеті. Часто діти та підлітки краще інформовані про пропозиції та можливості, ніж їхні батьки та викладачі. Частково це пов'язано з віковими відмінностями та значеннями між цифровими тубільцямиі старші покоління. Деякі опікуни вважають за краще покладатися на захисні механізми, такі як програмне забезпечення захисту дітей або заборону окремих предметів і пропозицій, або обмежувати їх використання через відсутність контролю та знань про їхній зміст і функціонування, а не навчати про них. Водночас, однак, конфлікт між дітьми та підлітками з цим середовищем стає все більш важливим з огляду на особистий, шкільний та професійний розвиток, а заборона обмежує цей досвід. Для правової невизначеності серед батьків і опікунів, наприклад, спеціальні контракти для дітей і молодих людей, щоб роздрукувати і обговорити з дітьми.